# Schulkartografie

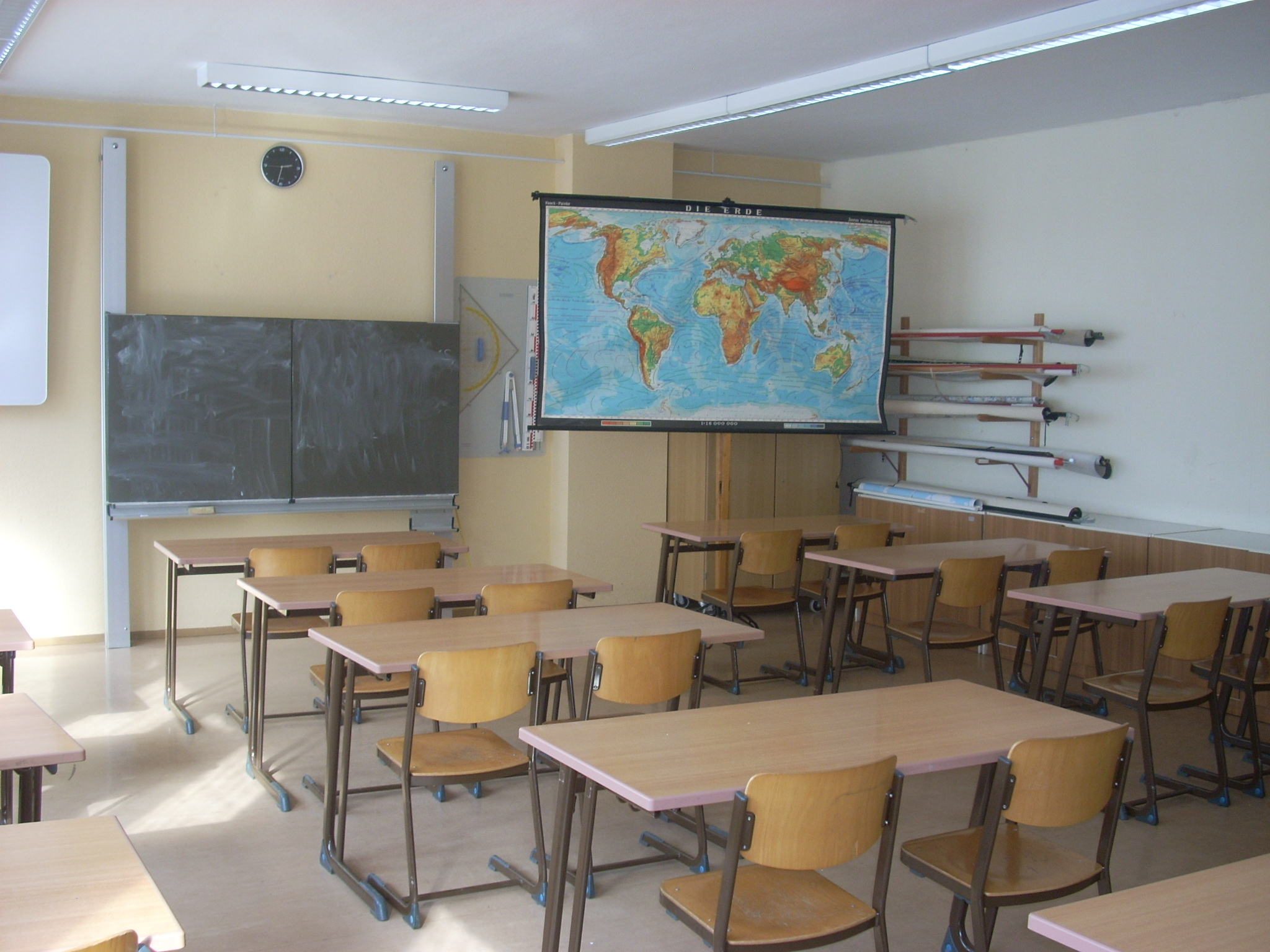
Schulwandkarte im Geographieraum

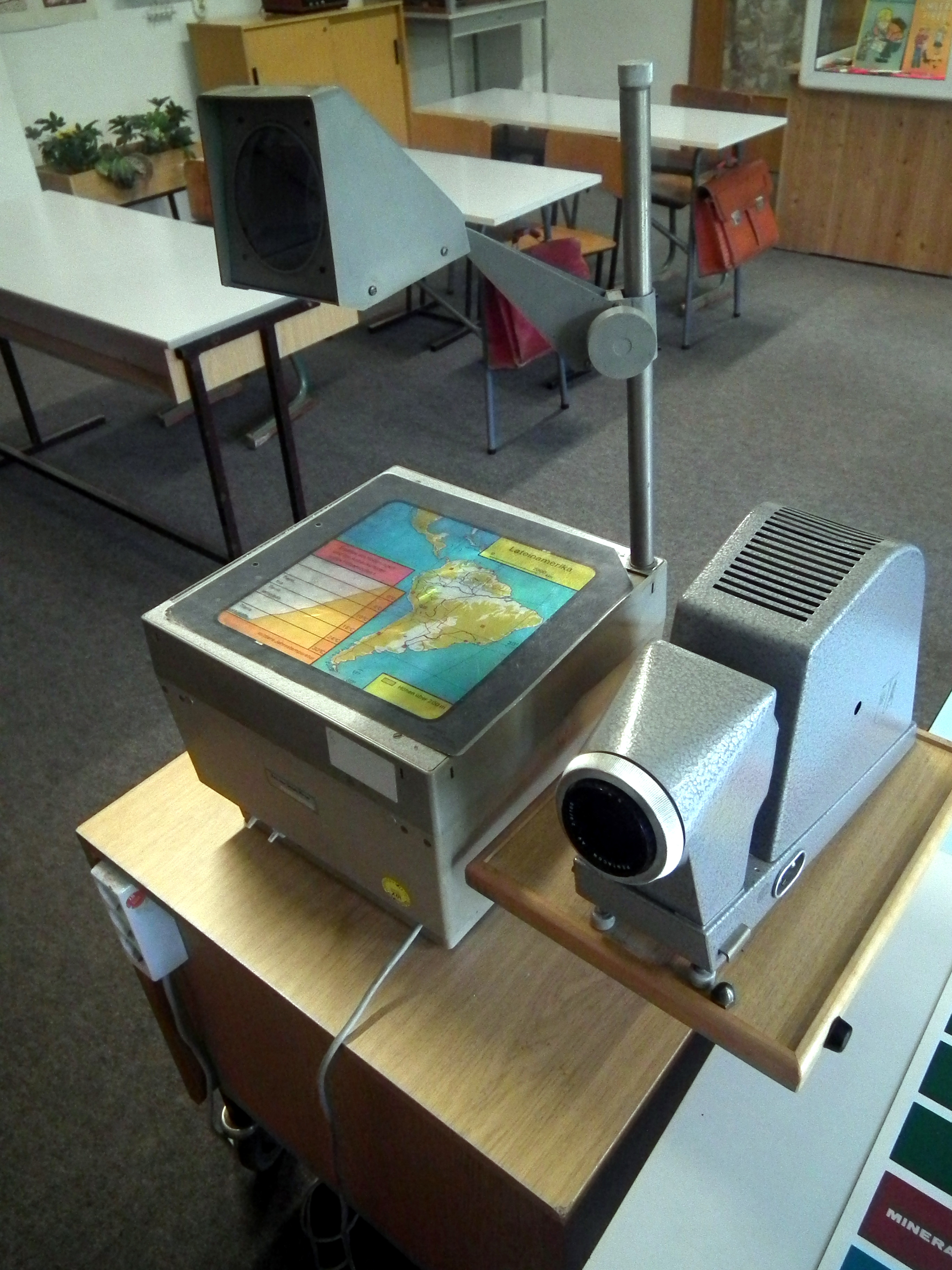
Projektionsfolienkarten von Südamerika auf einem Polylux

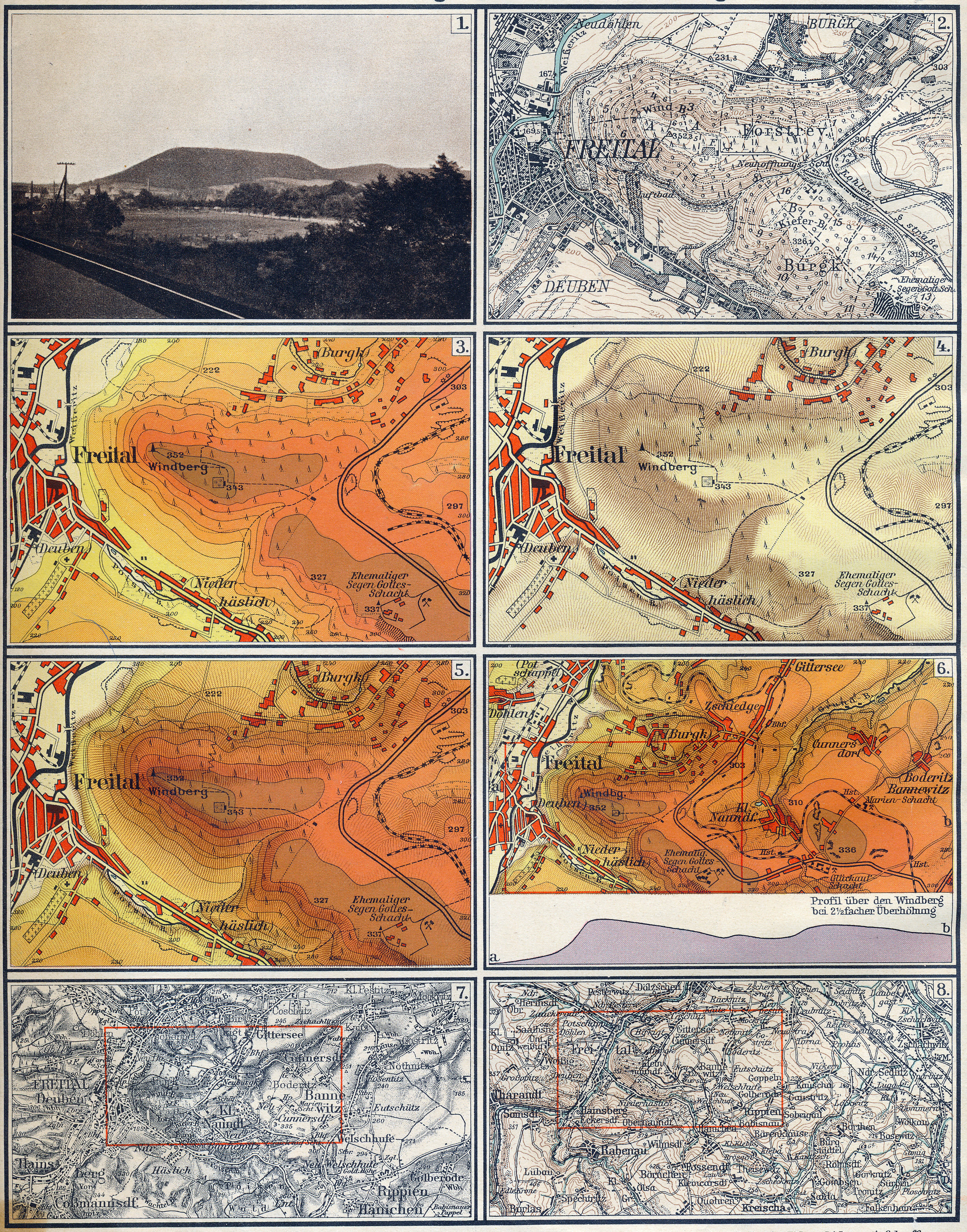
Unterschiedliche Geländedarstellungen im Lange-Diercke, Sächsischer Schulatlas (um 1930): Gebiet des Windbergs (Freital, Sachsen)

Schulkartografie ist eine synonyme Bezeichnung für schulbezogene Aktivitäten und Erzeugnisse eines Zweiges der Kartografie, der mehrere Fachbereiche der Schule, insbesondere die Geographiedidaktik erfasst. Es sind vor allem der Geografieunterricht und der Geschichtsunterricht. Diese Fächer sind die breitesten Anwendungsfelder von kartografischen Medien im Schulunterricht, zumal für beide Wissenschaftsdisziplinen Raum und Zeit grundlegende Koordinaten sind (Raum in der Zeit; Zeit im Raum). Für circa 150 Jahre war die Schulkartografie häufig das Pionierfeld der Kartografie (z. B. Regionalfarben, Schweizer Manier und Felszeichnung, thematische Karten).

## Medien der Schulkartografie
Das Mediensortiment für die Kartenarbeit bilden Schulwandkarten, Projektionsfolienkarten (Transparentkarten, Großdias), Posterkarten und Globen als frontale Unterrichtsmittel sowie Schülerhandkarten, Schulatlanten und Lehrbuchkarten als Arbeitsmittel der Schüler. In neuerer Zeit tritt noch die Bildschirmkarte mit unterschiedlichen GIS-Funktionen als Informations-, Demonstrations- und Schülerarbeitsmittel hinzu.
Sie dienen nicht nur der Wissensvermittlung im geografischen Unterricht und in anderen einschlägigen Fächern, sondern auch der Förderung des räumlichen Vorstellungsvermögens. Die moderne Fachdidaktik sieht im Sinne einer Kompetenzorientierung im Rahmen des Unterrichts heute Schulatlanten eher als „Datenbanken“ an, mit deren Hilfe unterschiedlichste Fragestellungen erarbeitet werden können.
Die Beschäftigung mit schulkartographischen Fragestellungen hat(te) sowohl in der klassischen Kartographie an den Hochschulen, als auch bei den Methodikern in der Lehrerausbildung, später dann bei den Fachdidaktikern einen wichtigen Stellenwert.

## Geschichtliche Entwicklung

### In der DDR (1949–1990)
In der DDR entwickelte sich im Ergebnis straffer und fachübergreifender Wissenschaftsorganisation der geografiedidaktische Bereich zur Geografische Schulkartografie, deren Gegenstand die didaktisch-methodisch aufbereitete Gestaltung kartografischer Medien für den Geografie- und Heimatkundeunterricht sowie Verfahren ihrer differenzierten Nutzung bildeten. Die schulkartografischen Aktivitäten für den Geschichtsunterricht waren nicht so umfangreich und vielfältig; es wurden vorwiegend Wandkarten, Handkarten und Lehrbuchkarten entwickelt und verwendet. Spezielle verbindliche Schulatlanten für das Unterrichtsfach Geschichte gab es nicht.
Wissenschaftlich angesiedelt war die Schulkartografie im Volksbildungswesen, zumal die Gestaltung aller Unterrichtsmittel durch die Ziele und Inhalte der republikweit verbindlichen Lehrpläne weitgehend determiniert war. Im Ministerium für Volksbildung gab es u. a. eine spezielle „Kommission für schulkartografische Erzeugnisse“, der Didaktiker, Schulpraktiker und Kartografen angehörten.

### In der BRD (1949–1990)
In den alten Bundesländern wurden kartografische Medien vor allem für den Geografieunterricht und für den Sachkundeunterricht geschaffen und genutzt (breite Palette von Atlastiteln und Wandkartentiteln). Andere Fächer – auch der Geschichtsunterricht – wurden diesbezüglich etwas vernachlässigt, nutzten häufig die geografisch akzentuierten Kartenmaterialien. Die wissenschaftliche Heimat der Schulkartografie war die Deutsche Gesellschaft für Kartographie (DGfK), die auch einen „Arbeitskreis Schulkartographie“ aufwies. Dieser Arbeitskreis, in dem vorrangig Kartografen vertreten waren, bemühte sich auch um eine Koordination der Interessen von schulkartografischen Verlagen und der Schulpraxis, zumal die Gestaltung von schulkartografischen Medien fast ausschließlich im Eigenermessen von Verlagen lag. Die verlegerische Konkurrenz förderte die Vielfalt der schulkartografischen Produkte.

### In Deutschland seit 1990
Auch nach 1990 repräsentierte in der vergrößerten föderalen Bundesrepublik Deutschland mit ihrer vielseitig differenzierten Schulstruktur und der kaum überschaubaren Schulmedien-Landschaft die Deutsche Gesellschaft für Kartographie (DGfK) das wissenschaftliche Zentrum der Schulkartografie. Im Arbeitskreis (ab 1998: Kommission) Schulkartografie wurden Schwerpunkte der Kartengestaltung und der unterrichtlichen Kartennutzung untersucht und in entsprechenden Publikationen für Kartografen, Lehrer und Insider-Studenten vorgestellt, zumal die Schulkartografie die „Basiskartografie für jedermann“ ist.
Nach der politischen Deutschen Wende formierte sich auch die Schulgeschichtskartografie als Teilzweig der Schulkartografie, der sich mit der Gestaltung und Nutzung von kartografischen Medien für die Fächer Geschichte und Politik befasst. Beide Teildisziplinen, die Geografische Schulkartografie und die Schulgeschichtskartografie, bilden heute in Deutschland den Kern der Schulkartografie.
Ab Sommer 2006 führte die oben erwähnte Kommission der DGfK den Namen „Schule und Kartografie“, in der auch Österreich und die Schweiz vertreten waren. Auf dem 60. Kartografentag in Hannover (2012) ging die Schulkartografie ein in die neugebildete „Kommission Kartographische Kommunikation“. Damit wurde die Eigenständigkeit der Schulkartografie als „Basiskartografie für jedermann“ in der DGfK beseitigt.

### Österreich
Weite Teile der schulgeografischen Schrifttums in Österreich beschäftigen sich traditionell sehr stark mit Fragen der Schulkartografie. Erste Schulatlanten in Österreich gab es schon Ende des 18. Jh. mit dem im Verlag Reilly in Wien erschienenen Schulatlas.
Besondere Bedeutung erlangte der 1861 im Verlag Eduard Hölzel erschienene Geographische Schul-Atlas für die Gymnasien, Real- und Handels-Schulen der Österreichischen Monarchie  von Blasius Kozenn. Der Unternehmer rechnete sich gute Chancen bei der Herausgabe eines solchen aus, waren doch die österreichischen Schulen damals ausschließlich auf deutsche Atlanten angewiesen. Im Verlag Ed. Hölzel erschienen seither regelmäßig Neuauflagen (u. a. bearbeitet von Jarz/Umlauf 21. Auflage 1871, Haart/Schmidt 39. Auflage 1901, Güttenberger/Leitner 50. Auflage 1929, Slanar 75. Auflage 1951, Strzygowski 86. Auflage 1961, Ritter/Slanar jr. 1981, L. Birsak 1989, 2011), die insbesondere im Bereich der Wirtschaftskarten von Bearbeiter zu Bearbeiter wichtige schulkartografische Neuerungen brachten.
Die wichtigste erdkundliche Zeitschrift dieser Zeit, die „Mitteilungen der Österreichischen Geographischen Gesellschaft“ (Wien) spiegeln in einer Unzahl von Artikeln diese Entwicklung. Daneben ist insbesondere der Verlag Freytag-Berndt (Wien) mit seinen vielfältigen Atlasausgaben (u. a. von den Kartografen Rothaug, Kaindlstorfer, später Aurada) erwähnenswert.
Wesentliche Entwicklungsschübe sind insbesondere bei den komplexanalytischen Wirtschaftskarten in den Schulatlanten zu verzeichnen. Schon H. Slanar sen. stellte – ähnlich wie Lautensach in Deutschland – solche ab 1951 in jeweils gleichen Maßstäben den physischen Karten der Kontinente gegenüber. Wiegand Ritter brachte in seinen Wirtschaftskarten ab 1981 auch den tertiären Wirtschaftssektor kartographisch stärker zur Geltung. Fritz Aurada fügte seinen Atlasausgaben ab 1967 bei F&B eigene graphisch aufbereitete Wirtschaftsstatistikteile für den Schulunterricht hinzu. Das war auch ein Zugeständnis an die Anforderungen des – anders als in Deutschland – in Österreich seit 1962 der Geographie als Kombination zugeordneten Wirtschaftskunde. Diese wurde ab 1985 zum doppelpoligen Integrationsfach Geographie und Wirtschaftskunde weiterentwickelt, das auch ein anderes Paradigma hat.
Der an der Wiener Universität lehrende Erik Arnberger (der auch bei Westermann in Deutschland in Schulatlanten der 1970er Jahre kartographisch engagiert war) war maßgeblich daran beteiligt, dass thematische Karten (auch als Fallbeispiele für einen thematisch konzipierten Geographie und Wirtschaftskunde-Unterricht) in die österreichischen Schulatlanten Einzug nahmen. Er bereitete auch das Feld vor, damit später mit einer eigenen Österreichadaption solche Karten des deutschen Diercke in das schulkartographische Angebot an Österreichs Schulen kamen (Ab 1995 ein Diercke-Weltatlas-Österreich). Heute sind solche großmaßstäbigen thematischen Fallbeispiele als Nebenkarten in den Schulatlanten wieder auf dem Rückzug. Aus produktionstechnischen Gründen (Aktualisierungszyklen) tendieren Verlage wie Ed. Hölzel zunehmend dahin, solche in die neben den Schulatlanten produzierten GW-Schulbücher auszulagern. Drucktechnisch mag das insbesondere bei Verlagen ohne eigene Kartographie zu kartenmethodischen Problemen führen. Fachdidaktisch aber ist neben der häufigeren Aktualisierung solcher Fallbeispielskarten im Schulbuch auch ihre „Passgenauigkeit“ (= Zusammenwirken mit Text-Diagrammen-Bildern auf einer Doppelseite). ein methodischer Vorteil. Der Schulatlas hingegen bekommt damit stärker über sein umfassendes Kartenangebot und Register den Charakter einer Datensammlung. Das hat neben inhaltlichen auch kartenmethodische Auswirkungen bei seiner Gestaltung. Hölzel produziert daher zu seinen Schulatlanten auch ergänzende CD-ROMs, die den Schulatlanten für eine elektronische Nutzung beigelegt sind.
Zurzeit gibt es in Österreich als schulkartographische Anbieter drei Verlage, die eine Reihe von verschiedenen Schulatlanten herausbringen: Neben den Schulatlanten des Verlags Ed. Hölzel stehen Produkte des ÖBV Wien – ab 2010 in Nachfolge des ausgelaufenen eigenständigen Freytag-Berndt Atlas – und des Westermann Verlags Wien zur Auswahl. Aufgrund der vom österreichischen Unterrichtsministerium seit 1972 durchgeführten Schulbuchaktion bekommt heute jeder Schüler einen Schulatlas zur Verfügung gestellt. Diese relativ hohen Absatzzahlen erklären, warum in einem 8-Millionen-Einwohner-Land 3 Verlage einen Markt mit vielfältigen Produkten wie Unter- und Oberstufenatlanten bzw. Kombiatlanten (für Geographie und Geschichte) bedienen können.

### Gegenwärtiger Trend
Gegenwärtiger Trend in der Schulatlaskartografie der Bundesrepublik Deutschland sind seit etwa 2008 sogenannte Integrations- bzw. Kombi-Atlanten für mehrere Fächer (z. B. Geografie, Geschichte, Politik, Sozialkunde). Die beiden schulkartografischen Teildisziplinen – Geografische Schulkartografie und Schulgeschichtskartografie – werden daher in Zukunft in ihren fachdidaktischen Konzeptionen enger zusammenarbeiten und ihr kooperatives Arbeitsfeld erweitern müssen, was durch bereits fachkombinierte Arbeiten einiger traditioneller Verlagshäuser begünstigt wird. In der Kartengestaltung setzte insbesondere der Ernst Klett Verlag mit seinem Alexander seit Mitte der 1970er Jahre auf sogenannte Geographische Grundkarten, die die traditionelle physische Übersichtskarte mit der Wirtschaftskarte kombinierbar machen sollen. Ein zunächst radikales Konzept (da man anfangs alle traditionellen physischen Karten entfernte) musste wegen zu geringer Akzeptanz bei den Lehrkräften dahingehend abgeändert werden, als später dann neben diesen neuen Karten auch wieder die traditionellen physiogeographischen „braun-grün-Karten“ hereingenommen werden mussten. Heute finden wir in den Atlanten wieder beide Kartentypen nebeneinander.
Wenn auch die digitale Technik in der Gestaltung und in der unterrichtlichen Nutzung schulkartografischer Medien immer mehr Anwendung findet (etwa der österreichische Verlag Ed. Hölzel bietet im Atlas eingebundene virtuelle Atlanten als CD-ROMs an), dominieren zurzeit noch weiterhin kartografische Printmedien in Form analoger Karten. Dies auch aufgrund der einfachen Verfügbarkeit im Klassenraum. Aber das weitere Vordringen der Lernsoftware (insbesondere für die Einführung der Schüler in das Kartenverständnis und für die interaktive Arbeitsweise und Kombination der Atlaskarten in einem Medienverbundsangebot) ist bei allen Verlagsangeboten in unterschiedlicher Art feststellbar.
Noch nicht ausgeschöpft sind die Möglichkeiten, die Kombinationen von Atlaskarten und virtuelle Globen eröffnen. Zum Diercke-Atlas etwa wurde auf einer ergänzenden Webseite für jede Karte die entsprechenden Ausschnitte als kmz-files von Google-Earth bzw. Google-Maps eingebunden. Eine eigene Zeitschrift 360° gibt dazu laufend Unterrichtsanregungen online verfügbar heraus. Neuerdings kann der Nutzer auch die entsprechende thematische Atlaskarte dort als Layer auf einen virtuellen Globus legen und bearbeiten. Andere Verlage die Schul-Atlanten produzieren, wie der Cornelsen Verlag haben Digitale Atlanten im Sortiment. Diese kombinieren Karten- und Lexikonangebot und bieten Grundlagen sie etwa für eine interaktive zu gestaltende Smart-board-Projektion einsetzbar zu machen. Die Verbreitung von Laptops und i-pads in den Klassen wird solche kombinierte Varianten in Richtung eines breiten Medienverbunds in Zukunft noch fördern. Gefordert ist die Fachdidaktik hier über Einsatzmöglichkeiten nachzudenken.

## Wichtige Personen der Schulkartografie
Große Verdienste für die Schulkartografie haben sich in der Vergangenheit (19. und 20. Jahrhundert) außer dem Begründer der methodischen Schulkartografie, Emil von Sydow (1812–1872), unter anderem Erik Arnberger, Hermann Berghaus, Carl Diercke, Eduard Gaebler, Wilfried Görtler, Hermann Haack, Hermann Habenicht, Heinrich Harms, Eduard Imhof, Blasius Kozenn, Henry Lange, Theodor Freiherr von Liechtenstern, Werner Painke, Friedrich Wilhelm Putzger, Hans Slanar sen. und Hermann Wagner erworben.